# Leonie Renée Klein
Leonie Renée Klein (Colonia, 10 febbraio 1990) è un'attrice tedesca.

## Biografia
Leonie Renée Klein ha studiato recitazione all’Alanus University of Arts and Social Sciences dal 2011 al 2015, ma lo studio di recitazione, canto e acrobatica è incominciato già da quando aveva otto anni. Dal 2015 fa parte della compagnia teatrale internazionale G.I.F.T. (German Italian French Theater), con la quale interpreta spettacoli trilingue. In ambito cinematografico interpreta i ruoli in tedesco, italiano e inglese.
Klein è anche doppiatrice del Westdeutscher Rundfunk dal 2016.
Vive a Roma e Colonia.

## Filmografia

### Attrice

#### Cinema
- Lola: What Loreley Wanted to Speak, regia di Aki Nakazawa (2010)
- Schließ die Augen und wach auf, regia di Yvonne Wellie (2010)
- Das Pizzaimperium, regia di Lutz Gottschalk (2019)
- Chi ha incastrato Babbo Natale?, regia di Alessandro Siani (2021)
- Uprooted, regia di Kilian Seavers (2022)

#### Televisione
- Jorinde und Joringel, regia di Bodo Fürneisen - film TV (2011)
- Schnitzel und Dolmades, regia di Dennis Todorovic - miniserie TV (2013)
- Andere Eltern, regia di Lutz Heineking jr. - serie TV (2019)

#### Videoclip
- Schüsse - Van Holzen (2019)

### Doppiatrice

#### Documentari
- Klamotten aus Kambodscha – Modeblogger haken nach (2016)
- Die Perlenmädchen von Kenia (2017)
- Tokyo Idols – Die Popgirls von Japan (2017)
- Dream Away (2018)
- Espero tua (re)volta (2020)
- Ich bin Greta (2020)
- Dying to Divorce – Scheidung um jeden Preis (2020)
- Blue/Red/Deport (2021)
- Dragon Women (2022)
- Life at 50C (2022)

#### Audiolibri
- Die Nacht des Luchses, scritto da Kai Hensel, WDR (2016)
- Fuck you, mon amour, scritto da Martin Becker, WDR (2016)
- Pornflakes, scritto da Stuart Kummer, WDR (2017)
- Nationalstraße, scritto da Jaroslav Rudis, WDR (2017)